# ザ・発言X
『ザ・発言X』（ザ・はつげんエックス）は日本テレビ系列で不定期に放送されている特別番組である。

## 放送内容
- 2016年10月23日と2017年2月26日と同年6月12日放送の『ネプチューンの!なんでそんなこと言ったの?TV』から現在のタイトルに改変された。

## MC
- ネプチューン（名倉潤・原田泰造・堀内健）
- 桝太一（日本テレビアナウンサー。第1回〜第5回）
- 徳島えりか（日本テレビアナウンサー。第6回）